# Wangunjaya (Cikalong Wetan)
Wangunjaya is een bestuurslaag in het regentschap Bandung Barat van de provincie West-Java, Indonesië. Wangunjaya telt 6548 inwoners (volkstelling 2010).